# Antarktischer Eisschild

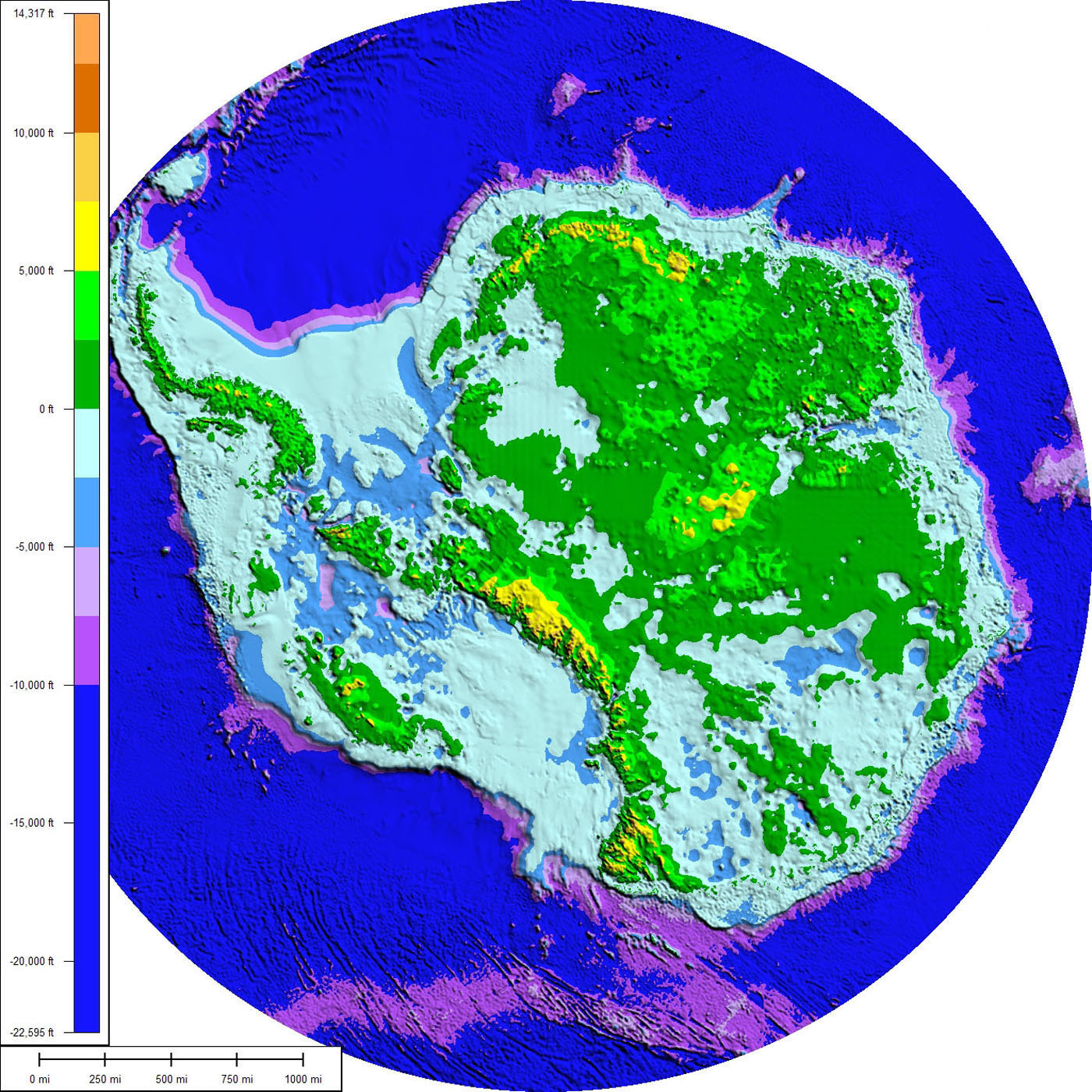
Antarktika ohne Eisschild. 45 % des Eis tragenden Untergrundes befindet sich unter dem Meeresspiegel.

Der antarktische Eisschild (auch antarktisches Inlandeis) ist eine der beiden polaren Eiskappen. Er ist die größte Eismasse der Erde und bedeckt den antarktischen Kontinent (Antarktika) nahezu vollständig. Im antarktischen Inlandeis und dem von diesem gespeisten Schelfeis sind fast 90 Prozent des Eises und 70 Prozent des Süßwassers der Erde gebunden. Die Fläche des Eisschildes beträgt 12,3 Millionen Quadratkilometer (zuzüglich 1,63 Mio. km2 Schelfeis), das Volumen 26,5 Millionen Kubikkilometer (zuzüglich 0,4 Mio. km3 Schelfeis).
Bei vollständigem Abschmelzen ergäbe dies theoretisch einen Meeresspiegelanstieg um etwa 58 Meter. Im Zeitraum 1979 bis 2017 nahm der Masseverlust der antarktischen Gletscher um etwa das Sechsfache zu. Betrug der Eisverlust 1979 bis 1990 noch ca. 40 Kubikkilometer pro Jahr, waren es im Zeitraum 2009 bis 2017 bereits 252 Kubikkilometer jährlich. Der Westantarktische Eisschild hatte sich während des letzten Interglazials (Eem-Warmzeit) vor 126.000 bis 115.000 Jahren als instabil erwiesen und trug durch seinen Schmelzwassereintrag in signifikantem Umfang zum Anstieg des damaligen Meeresspiegels bei.
Das Eis in der Westantarktis ist überwiegend Schelfeis (Ross-Schelfeis, Filchner-Rønne-Schelfeis u. a.) oder lastet auf Fels, der unter dem Meeresspiegel liegt (im Bentley-Subglazialgraben bis zu 2870 m tief); man spricht daher auch von einem marinen Eisschild. Dieses Eis kann durch einen wärmeren Ozean relativ schnell schmelzen, trüge aber bei vollständigem Abschmelzen wegen der geringen Auflast nur 3,4 m zum potenziellen Anstieg des Meeresspiegels bei. In der Ostantarktis ist der Anteil des unter dem Meeresspiegel aufliegenden Eises nach neueren Erkenntnissen ebenfalls beträchtlich, entsprechend 19,2 m Meeresspiegelanstieg.

## Geschichte
Die Bildung des Antarktischen Eisschilds setzte vor ca. 45 Millionen Jahren ein und beschleunigte sich stark mit Beginn des Känozoisches Eiszeitalters vor ca. 34 Millionen Jahren mit rapidem Abfall der atmosphärischen CO2-Konzentration.

## Eisentstehung
2011 wurde entdeckt, dass der Eisschild an der Hochebene Dome A nicht ausschließlich von oben durch Schneefall wächst, sondern zusätzlich auch von unten. So kann Wasser sich an Hindernissen, wie beispielsweise dem Gamburzew-Gebirge, stauen und mit der Zeit anfrieren oder an Talwänden nach oben gepresst und, weil es dann unter geringerem Druck steht, zu Eis werden. Im untersuchten Gebiet war so durchschnittlich bis zu einem Viertel der Eismasse entstanden. Auf Radaraufnahmen einer Expedition im Polarsommer 2008–2009 zeigte sich ein 1100 Meter mächtiger Eispilz, der die darüber liegende tausende Meter mächtige Eisschicht nach oben presst.

## Zerfall des Amundsen-Sektors
Im Mai 2014 kamen zwei Forscherteams zu der Prognose, dass der Amundsen-Sektor des westantarktischen Eisschildes in den nächsten 200 bis 1000 Jahren kollabieren könnte, was mehr als einen Meter zum Meeresspiegelanstieg beitragen würde. Für mehrere der in die Amundsen-See fließenden Gletscher zeigten Radar-Beobachtungen der Tidenhübe durch die Satelliten ERS-1 und -2 einen Rückzug der sogenannten grounding lines, ab der das Eis schwimmt. Insbesondere beschleunigte sich der Rückzug der Grundlinie des 100 km breiten Thwaites-Gletschers, dessen Verhalten die zweite Forschergruppe im Computer simulierte. Eine dritte Gruppe veröffentlichte im gleichen Monat eine Analyse historischer Episoden schnellen Fließens von Gletschern und Eisschilden, aus der sich ein übereinstimmender Zeithorizont für den Kollaps des Thwaites-Gletschers ergab, für den schmaleren Pine-Island-Gletscher mit seinen ausgeprägten Seitentälern jedoch eine Stabilisierung nach vorübergehender Beschleunigung.